# Comuna de Koziegłowy
Koziegłowy (polaco: Gmina Koziegłowy) é uma gminy (comuna) na Polónia, na voivodia de Santa Cruz e no condado de Myszkowski. A sede do condado é a cidade de Koziegłowy.
De acordo com os censos de 2004, a comuna tem 14 456 habitantes, com uma densidade 90,8 hab/km².

## Área
Estende-se por uma área de 159,16 km², incluindo:
- área agrícola: 71%
- área florestal: 20%

## Demografia
Dados de 30 de Junho 2004:
|                      | Total   | Total | Mulheres | Mulheres | Homens  | Homens |
| -------------------- | ------- | ----- | -------- | -------- | ------- | ------ |
|                      | pessoas | %     | pessoas  | %        | pessoas | %      |
| População            | 14 456  | 100   | 7389     | 51,1     | 7067    | 48,9   |
| Densidade (pop./km²) | 90,8    | 100   | 46,4     | 46,4     | 44,4    | 44,4   |

De acordo com dados de 2002, o rendimento médio per capita ascendia a 1113,2 zł.

## Subdivisões
- Cynków, Gniazdów, Gliniana Góra, Koclin, Koziegłówki, Krusin, Lgota Górna, Lgota-Mokrzesz, Lgota-Nadwarcie, Markowice, Miłość, Mysłów, Mzyki, Nowa Kuźnica, Oczko, Osiek, Pińczyce, Postęp, Pustkowie Lgockie, Rosochacz, Rzeniszów, Siedlec Duży, Stara Huta, Winowno, Wojsławice, Zabijak.

## Comunas vizinhas
- Kamienica Polska, Myszków, Ożarowice, Poraj, Siewierz, Woźniki